# Nagycseb
Nagycseb (1899-ig Kis- és Nagy-Csebb, szlovákul: Žbince) község Szlovákiában, a Kassai kerület Nagymihályi járásában.

## Fekvése
Nagymihálytól 10 km-re délre, a Laborc és az Ondava között fekszik.

## Története
1221-ben „Cheb” alakban említik először, de a régészeti leletek tanúsága szerint valószínűleg már a 9. század óta folyamatosan lakott. Temploma már a 14. század előtt állt, 1323-ban említik először oklevélben, védőszentje Szent Margit volt. Ekkor a pápai tizedjegyzék megemlíti Pál nevű papját is. Erődített udvarházát 1457-ben említik. A Csebi és a Baksa család emelte felcsebi birtokán a 15. század közepén Giskra huszitái ellen, nyoma nem maradt. A 16. század közepén két település, Kis- és Nagycseb jelenik meg ezen a területen. 1600-ban 14 adózó háztartás, templom, plébánia, iskola és nemesi kúria volt a faluban, mely a közepes nagyságú települések közé számított. A 17. században a templom a reformátusok használatában volt és csak az ellenreformáció hatására került vissza a katolikus egyházhoz a 18. században. Az idők során súlyos károkat szenvedett templomból mára csak egy falrész maradt. A 18. század elejére a lakosság száma lényegesen lecsökkent. 1715-ben kettő, 1720-ban 9 háza volt. 1788-ban Eszterházy Károly kápolnát építtetett a településen.
A 18. század végén Vályi András így ír róluk: „Kis Cséb, Male Czbinye, Nagy Cséb, Velke Czbinye. Két egy más mellett lévő tót faluk Zemplén Vármegyében, földes Urai Gróf Barkóczy, és Keresztes Uraságok, határja mind a’ kettőnek termékeny, ’s jó gyümöltsös kertyei vagynak, nagy Csében pedig az Uraságnak szép kastéllya van. Termő földgyei középszerűek, vagyonnyai külömbfélék, mind a’ kettő, első Osztálybéli.”
Fényes Elek 1851-ben kiadott geográfiai szótárában így ír a falu(k)ról: „Kis-Cseb, orosz falu, Zemplén vgyében, N.-Cseb fiókja: 40 r., 86 g. kath., 3 zsidó lak. F. u. gróf Barkóczy. Nagy-Cseb, tót-orosz falu, Zemplén vármegyében, Butkához 1/2 mfdnyire: 251 r., 234 g. kath., 12 ref., 9 zsidó lak. Kath. paroch. templom. Kastély, 590 hold szántóföld. F. u. gr. Barkóczy.”
Borovszky Samu monográfiasorozatának Zemplén vármegyét tárgyaló része szerint: „Nagycsebb, tót kisközség. Van 122 háza és 783, nagyobbára róm. kath. vallású lakosa. Postája Füzesér, távírója és vasúti állomása Bánócz. Azelőtt két község volt, s hajdan Fel-Csebbnek és Egyházas-Csebbnek is nevezték. 1422-ben Kamonyai Mátyást iktatják némely részeibe, de 1424-ben már Cseby Istvánt találjuk itt s ettől kezdve egész a XVI. század végéig a Csebyek a birtokosai. 1480-ban Rákóczy Gáspárnak és Menyhértnek, 1559-ben Beyczy Ambrusnak, 1561-ben az Atyay családnak, 1570-ben Szobonya Lászlónak és Zalathnoky Mátyásnak, az Alpáry családnak és Bey Jánosnak s 1579-ben a Nyomárkay családnak is van a két községben részök. Az 1598-iki összeírás a két Csebben Nyárády Albertet, Hegyi Györgyöt, Szobonya Miklóst, Somogyi Boldizsárt, Vékey Ambrust, Istvánt és Mihályt, Kamonyay Mihály özvegyét, Böley Ferenczet, Kutassy Istvánt és Roskoványi Jánost említi birtokosokként, azután a Barkóczy és Szirmay báróké lett, majd a Gulácsy s a gróf Andrássy családé. Most gróf Andrássy Dénesnek van itt nagyobb birtoka és régi kastélya, melyet még a Barkóczyak építtettek. E községtől vette előnevét a Szobonya család. Régi temploma már 1454-ben említve van; mostani róm. kath. templomának építési ideje ismeretlen. Ide tartozik Strázs-puszta, mely némelyek szerint a XV. századbeli Őr vagy Újőr község nevét őrzi eltótosított alakban. Csebb tájékán fekhetett hajdan Vendégi, mely 1476-ban a Sztritheyek birtoka volt. 1749-ben még Gosztonyi Andrást iktatják birtokába, azután pusztaként Vendegócz néven szerepel, de csakhamar nyoma vész.”
1920-ig Zemplén vármegye Nagymihályi járásához tartozott.

## Népessége
| Év:            | 1994. | 2004.    | 2014.   | 2024.   |
| -------------- | ----- | -------- | ------- | ------- |
| Emberek száma: | 856   | 955      | 965     | 987     |
| Eltérés:       |       | +11,56 % | +1,04 % | +2,27 % |

| Év:            | 2023. | 2024.   |
| -------------- | ----- | ------- |
| Emberek száma: | 994   | 987     |
| Eltérés:       |       | -0,70 % |

1910-ben 831, túlnyomórészt szlovák anyanyelvű lakosa volt.
2001-ben 943 lakosából 835 szlovák és 63 cigány volt.
2011-ben 982 lakosából 945 szlovák volt.

## Nevezetességei
- Szent Anna tiszteletére szentelt, római katolikus temploma 1843-ban épült későklasszicista stílusban.
- Nepomuki Szent János tiszteletére szentelt kápolnája 1804-ben készült.